# Коловеч
Коловеч (чеш. Koloveč) је насељено мјесто са административним статусом варошице (чеш. městys) у округу Домажлице, у Плзењском крају, Чешка Република.

## Становништво
Према подацима о броју становника из 2014. године насеље је имало 1.003 становника.